# Colpo di Stato in Argentina del 1976
Il colpo di Stato in Argentina del 1976 fu un golpe militare messo in atto in Argentina la notte del 24 marzo 1976 dalle forze armate argentine, con il supporto esterno degli USA, che destituì la presidente Isabel Martínez de Perón.

## Storia
A seguito del golpe venne instaurata una dittatura militare, denominata Processo di riorganizzazione nazionale che, durante i 7 anni della sua esistenza, fu guidata da sei diversi presidenti militari, fino al 30 ottobre 1983, quando, con nuove elezioni, venne ripristinata la democrazia.
Con il golpe Jorge Rafael Videla divenne presidente della Repubblica; a lui seguirono poi Roberto Eduardo Viola (come presidente a vita), Carlos Alberto Lacoste (come presidente ad interim), Leopoldo Galtieri, Alfredo Oscar Saint-Jean (anche lui come presidente ad interim) ed, infine, Reynaldo Bignone.